# Suwon Baseball Stadium
O Suwon Baseball Stadium é um estádio de beisebol localizado em Suwon, na Coreia do Sul, foi inaugurado em 1989, tem capacidade para 22.067 espectadores, é a casa do time KT Wiz da KBO League.